# Lluís Pastrana i Icart
Lluís-Ignasi Pastrana i Icart és un activista social, objector de consciència i insubmís vinculat al moviment antimilitarista i pacifista des de l'any 1973. També és doctor en Dret Penal per la Universitat de Barcelona (UB) i professor de Dret Penal i Penitenciari de la Universitat Rovira i Virgili i de la UB.
A més, és impulsor del col·lectiu «Silenci, rebel·leu-vos» en pro de la desobediència civil i la lluita no-violenta i que interpel·la jutges, fiscals i policies perquè actuïn contra les violacions de drets fonamentals dels seus companys de professió. El col·lectiu va encapçalar una campanya de protesta durant quatre mesos davant del Tribunal Suprem de Madrid durant el judici al procés independentista català, i que abans s'havia portat a terme a les portes de la parròquia de Sant Pau de Tarragona amb el lema «Silenci contra la repressió, per la llibertat. Rebel·leu-vos contra la injustícia».
L'any 2021, va ser acusat d'un presumpte «delicte d'injúries greus amb publicitat comès contra funcionaris públics», arran de la denúncia d'un agent dels mossos d'Esquadra que patrullava per la zona, per una pancarta que va penjar en un balcó amb el lema «Mossos sou escòria, fora del cos, ja!». Segons el seu advocat, Benet Salellas, la seva motivació no era d'«ofendre o humiliar» ningú, sinó d'expressar «una opinió». Per tot plegat, van demanar que s'arxivés el cas.